# Brasão de Campina das Missões

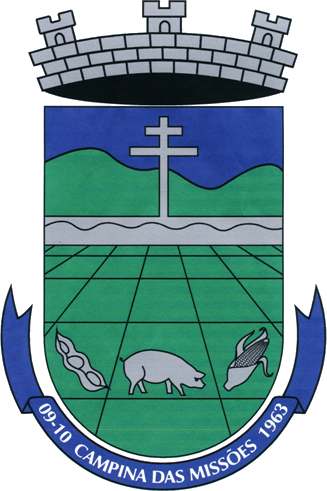
Brasão de Campina das Missões

Brasão do município de Campina das Missões, localizada no estado do Rio Grande do Sul, região sul do Brasil.

## Significado
- O verde representa o mato.
- O azul representa o céu.
- As três torres representam os três poderes: Executivo, Legislativo e Judiciário.
- A cruz representa a cruz missioneira (Cruz de Lorena), símbolo da Região das Missões.
- Os morros ao fundo representam a parte alta do município.
- Logo abaixo dos morros, na cor cinza, está representado o Rio Comandaí.
- O verde abaixo é a parte plana da cidade, e as divisões representam as colônias de 25 hectares que foram distribuídas aos colonizadores.
- A soja, o porco e o milho representam as riquezas do município.
- A faixa mostra a data da emancipação do município e o nome escolhido "Campina das Missões".

## Erros de confecção
O brasão de Campina das Missões possui erros crassos, considerando-se as convenções da heráldica municipal (também denominada "civil") brasileira:
- A "coroa-mural", peça utilizada pela maioria dos municípios brasileiros, está completamente descaracterizada. Tal convenção é herança da heráldica portuguesa, presente por exemplo, nos brasões de Itabuna (BA), Alta Floresta (MT) ou então Cachoeirinha (RS). No caso de Campina das Missões, esta deveria ter cinco torres ao invés de três (três torres indica que a cidade é uma aldeia), e além disso, as portas das torres, como convenção, devem permanecer pintadas de preto.
- O listel necessita de reforma. As datas contidas neste devem ser reposicionadas nas duas dobras laterais.
- O escudo carece de tenentes, também denomindados suportes. Assim como o listel, a grande maioria dos municípios brasileiros contém tal ornamento. Eles estariam dispostos nas laterais do escudo, seguindo o mesmo padrão do brasão de Goiânia.